# Sandra Jakobsen
Sandra Bjørn Jakobsen (født 19. maj 2000) er en dansk fodboldspiller, der spiller målvogter for Fortuna Hjørring i Gjensidige Kvindeligaen.

## Meritter

### Klub
Fortuna Hjørring
Elitedivisionen
- Guld : 2017-18
- Sølv : 2018-19

Sydbank Pokalen
- Guld : 2019